# علم التجهيل

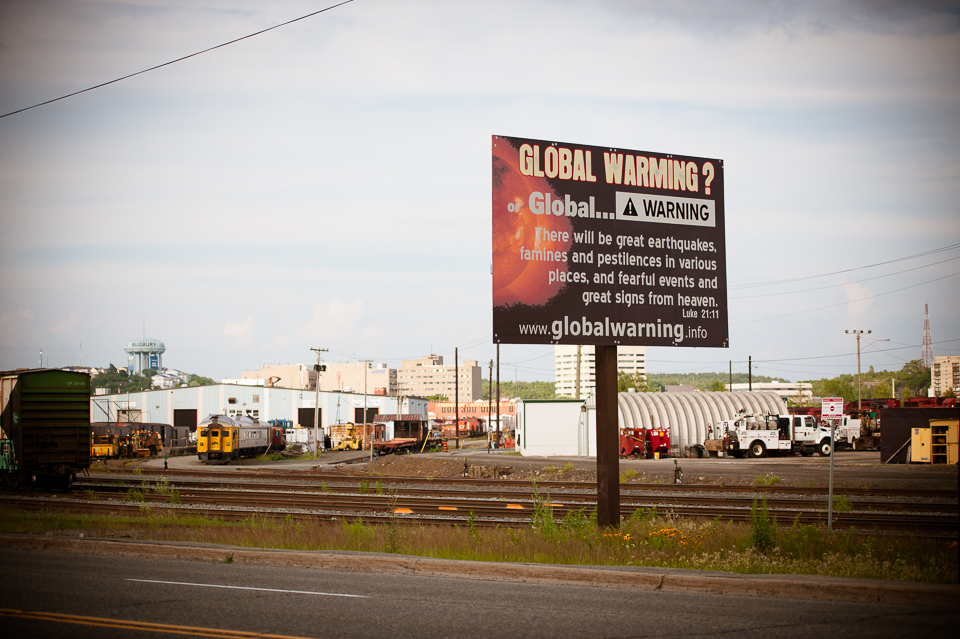
إنكار تغير المناخ في سودبيري

يوجد ضمن علم اجتماع المعرفة، علم التجهيل (أغنوتلوجي) وهو دراسة الجهل أو الشك المتعمد الناجم عن الثقافة، عادةً لبيع منتج أو كسب معروف، لا سيما من خلال نشر بيانات علمية غير دقيقة أو مضللة. بشكل عام، يسلط المصطلح الضوء أيضًا على الحالة التي تترك فيها المعلومات المتعلقة بموضوع واحد غير مؤكدة أكثر من ذي قبل.
صاغ المصطلح روبرت إن بروكتر عام 1995 وهو أستاذ بجامعة ستانفورد، جنبًا إلى جنب مع اللغوي إيان بوال، الكلمة مبنية على الكلمة اليونانية الكلاسيكية الجديدة أغنوسيس (عدم المعرفة) ومن ثم إضافة لوجيا. يستشهد بروكتر كمثال رئيسي حملة العلاقات العامة التي شنتها صناعة التبغ لمدة 40 عامًا لإثارة الشك حول الآثار الصحية الضارة لاستخدام التبغ. تعتبر هذه التقنية واعتمادها لاحقًا من قبل صناعة الوقود الأحفوري في حملة مماثلة ضد الإجماع العلمي حول تغير المناخ، محور كتاب صدر سنة 2010 تجار الشك من تأليف ناومي أوراسكس وإريك إم كونواي.
يحذر ديفيد دونينغ من جامعة كورنيل من أن «الإنترنت يساعد في نشر الجهل، ما يجعل [المستخدمين] فريسة للمصالح القوية التي ترغب في نشر الجهل عمدًا». يشير إيرفين سي شيك إلى عدم المعرفة «لتمييزه عن الجهل»، باستخدام مثال تيرا إنكونيتا في الخرائط المبكرة للإشارة إلى أن «إعادة بناء أجزاء من العالم كأرض مجهولة... نتاج الجهل، وتحويل تلك الأجزاء إلى أشياء محتملة تحظى باهتمام سياسي واقتصادي غربي. إنه تمكين الاستعمارية».
يمكن أن تشمل أسباب الجهل الناجم عن الثقافة تأثير وسائل الإعلام، والشركات، والوكالات الحكومية، من خلال السرية ومنع نشر المعلومات، وتدمير الوثائق، والذاكرة الانتقائية. مثال آخر هو إنكار تغير المناخ، حيث دفعت شركات النفط فرقًا من العلماء للتقليل من آثار تغير المناخ. تشمل الأسباب السلبية فقاعات المعلومات الهيكلية، بما في ذلك تلك التي أُنشئت عن طريق الفصل العنصري على طول الخطوط العرقية والطبقية، والتي تخلق وصولًا مختلفًا إلى المعلومات.
يركز علم التجهيل أيضًا على كيف ولماذا لا «تظهر» الأشكال المتنوعة من المعرفة أو يتم تجاهلها أو تأخيرها. على سبيل المثال، خضعت المعرفة حول الصفائح التكتونية للرقابة وتأخرت لمدة عشر سنوات على الأقل لأن بعض الأدلة ظلت معلومات عسكرية سرية تتعلق بالحرب تحت سطح البحر.